# Găgăuzia Comrat
Găgăuzia Comrat (rum. Clubul de Fotbal Găgăuzia Comrat) – mołdawski klub piłkarski z siedzibą w Komracie.

## Historia
Chronologia nazw:
- 1991—1996: Bugeac Comrat (ros. «Буджак» Комрат)
- 1996—2000: Universitatea Comrat
- 2000—2001: Universitatea Tehnica Chișinău
- 2001—2003: Universitatea Comrat
- od 2003: Găgăuzia Comrat

Drużyna piłkarska Bugeac Comrat została założona w Komracie w 1991 i debiutował we Wtoroj Niższej Lidze, w strefie 5, w której zajął trzecie miejsce.
W rozgrywkach Mistrzostw Mołdawii w 1992 debiutował w Wyższej Lidze Mołdawii. W sezonie 1995/96 zajął ostatnie 16. miejsce i spadł z pierwszej ligi. Jednak przed startem nowego sezonu klub wycofał się z rozgrywek. Potem występował w rozgrywkach lokalnych. W sezonie 1999/2000 pod nazwą Universitatea Comrat startował w Divizia B, w której zajął 4. miejsce. W 2000 przeniósł się do Kiszyniowa i z nazwą Universitatea-Tehnica Chișinău występował jedynie w rozgrywkach Pucharze Mołdawii. W 2001 powrócił do Komratu i zgłosił się do rozgrywek w Divizia A. Od sezonu 2001/02 do dziś występuje w Divizia A. W 2003 zmienił nazwę na Găgăuzia Comrat. Po zakończeniu sezonu 2010/2011 klub ponownie powrócił do Divizia A po krótkim pobycie w najwyższej klasie rozgrywkowej.

## Sukcesy
- trzecie miejsce we Wtoroj Niższej Lidze ZSRR, w strefie 5: 1991
- brązowy medalista Mistrzostw Mołdawii: 1992
- zdobywca Pucharu Mołdawii: 1992